# Carex douglasii
Carex douglasii Boott es una especie de planta herbácea de la familia de las  ciperáceas.

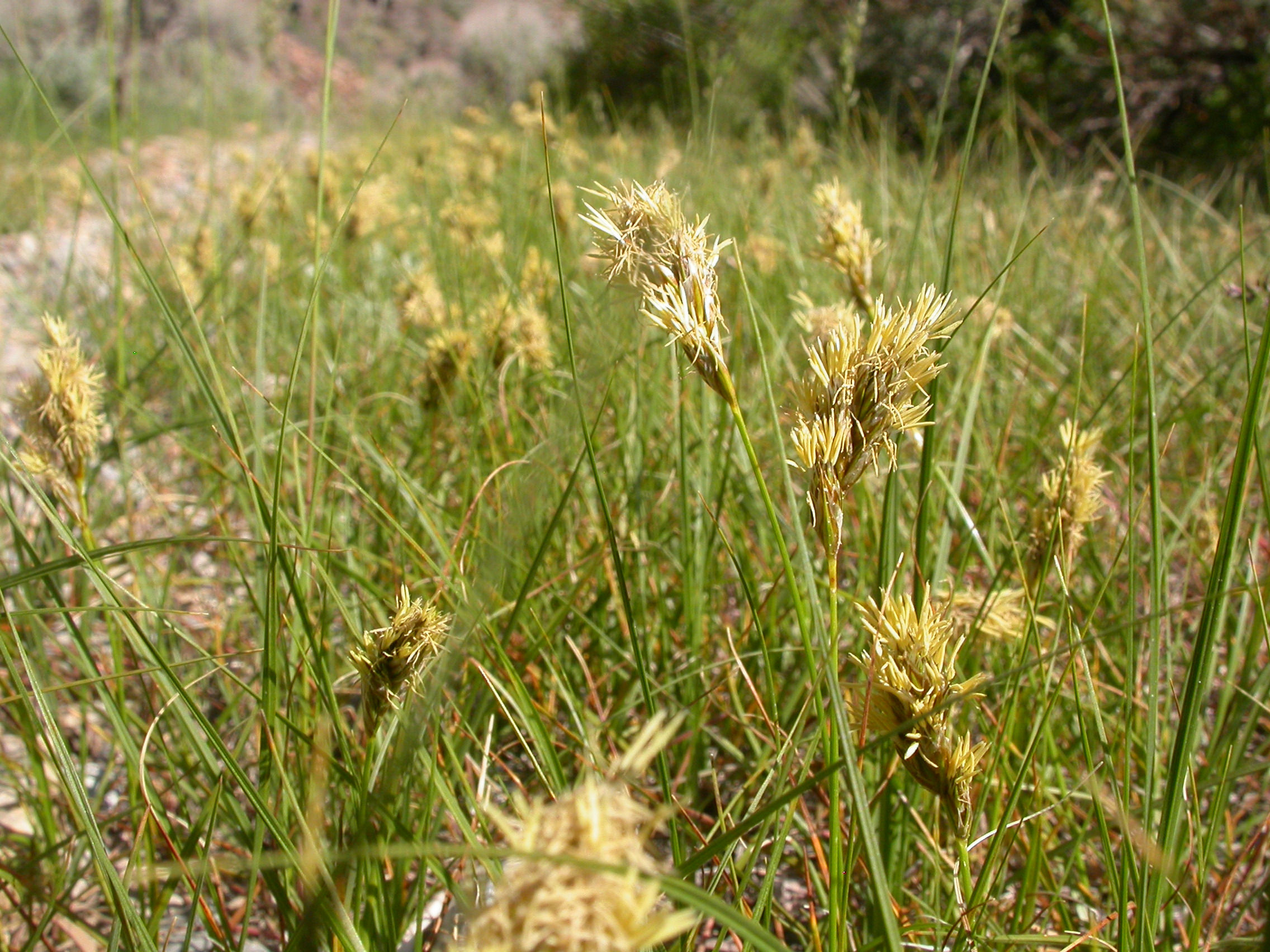
Vista de la planta

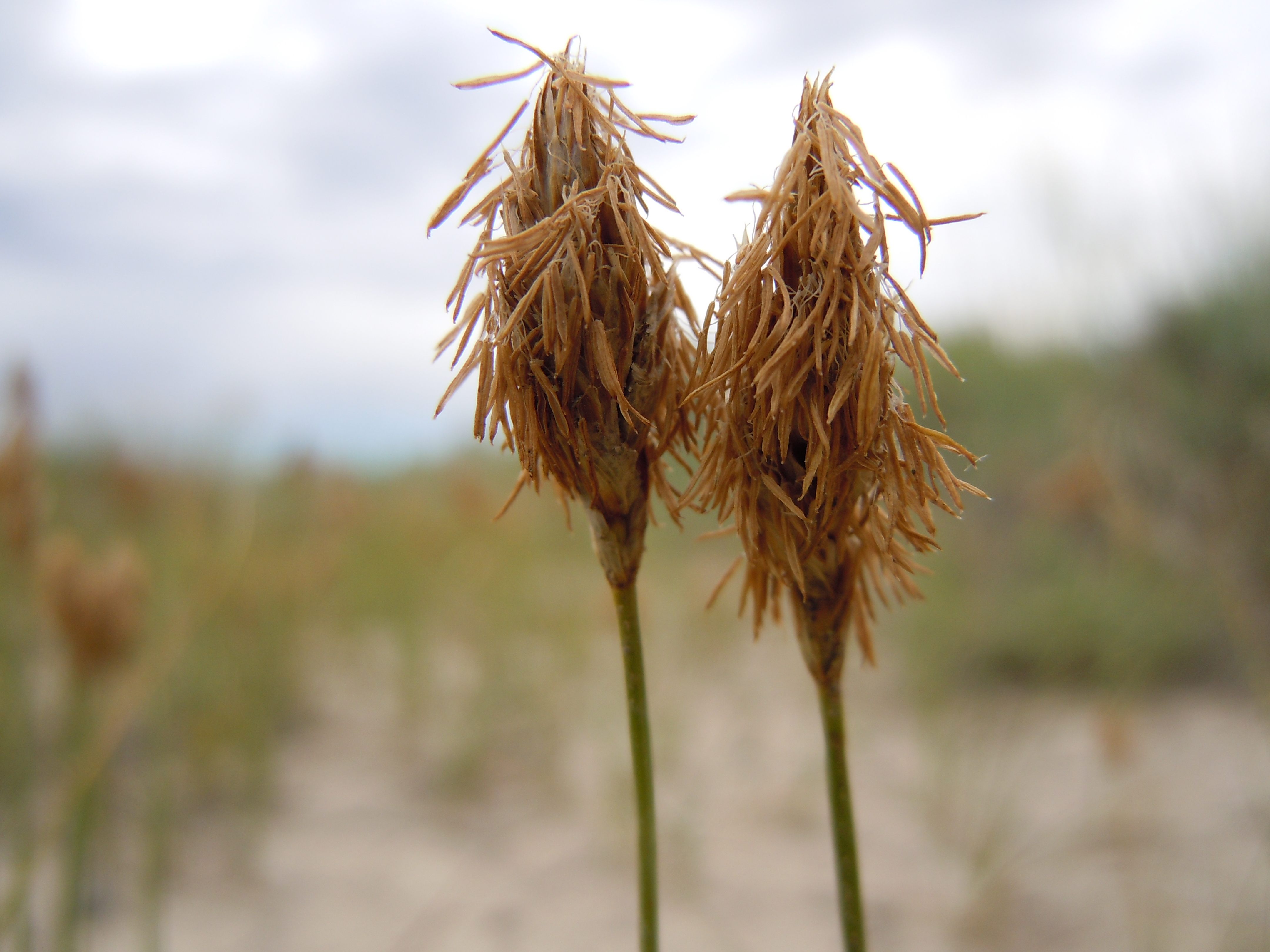
Espigas

## Distribución y Hábitat
Es nativa de gran parte del oeste de América del Norte, incluidas las provincias occidentales de Canadá, el oeste de Estados Unidos, y Baja California. Crece en hábitat seco, mojado, y estacionalmente húmedo, desde las praderas y pastizales de las marismas. Es tolerante de la arena y sustratos alcalinos. 

## Descripción
Esta planta produce tallos triangulares de hasta unos 40 centímetros de alto desde delgadas rizomas. Las hojas son gruesas, pero a veces estrechas y laminadas. La planta es dioica, con flores masculinas y femeninas que aparecen en diferentes individuos. La inflorescencia con flores femeninas sobresalen.

## Taxonomía
Carex distans fue descrita por  Francis M.B. Boott y publicado en Flora Boreali-Americana 2(11): 213, pl. 214. 1839.
Etimología
Ver: Carex
 douglasii; epíteto otorgado en honor del botánico David Douglas.
Sinonimia
- Carex douglasii forma brunnea Olney
- Carex douglasii var. densispicata Dewey
- Carex douglasii forma laxiflora L.H.Bailey
- Carex douglasii var. minor Olney
- Carex douglasii var. williamsii Rydb.
- Carex fendleriana Boeckeler
- Carex irrasa L.H.Bailey
- Carex meekii Dewey
- Carex nuttallii Dewey
- Carex usta L.H.Bailey[2][3][4]